# Cressa quinquedentata
Cressa quinquedentata is een vlokreeftensoort uit de familie van de Cressidae. De wetenschappelijke naam van de soort is voor het eerst geldig gepubliceerd in 1931 door Stephensen.